# Jacob Latimore
Jacob O'Neal Latimore (nacido el 10 de agosto de 1996) es un actor, cantante y bailarín estadounidense de Milwaukee, Wisconsin. En 2016, Latimore lanzó su álbum debut Connection. Como actor, es mejor conocido por sus papeles en Black Nativity, The Maze Runner, Collateral Beauty, Detroit y The Chi. También protagonizó la película original de Netflix Candy Jar junto a Sami Gayle.

## Vida y carrera
Latimore nació en Milwaukee, Wisconsin, hijo de Latitia Taylor y Jacob Latimore Sr.

### Películas
Latimore ha coprotagonizado varias películas importantes, incluidas Black Nativity (2013), como Langston, y Ride Along (2014), como Ramon. También apareció en la película The Maze Runner, que se estrenó en cines el 19 de septiembre de 2014. Luego protagonizó la película dramática Collateral Beauty, que se estrenó el 16 de diciembre de 2016, y la película dramática de magia callejera Sleight, que se estrenó el 28 de abril de 2017. Latimore actualmente protagoniza The Chi de Showtime como Emmett. En 2019, se estrenó “Bilal: A New Breed of Hero” en la que Latimore actuó como voz en off. En 2020, coprotagonizó la comedia Like a Boss. En 2021 protagonizó Gully.

### Música
El primer sencillo de Latimore, "Best Friend", fue lanzado en 2005. En 2006, se estrenó "Superstar". En junio de 2014, lanzó su exitosa canción "Heartbreak Heard Around The World" con T-Pain. Su álbum debut, Connection, fue lanzado en 2016. Su segundo esfuerzo, Connection2, la secuela de Connection, se lanzó el 26 de abril de 2019.

## Filmografía

### Películas
| Año  | Película                   | Papel             |
| ---- | -------------------------- | ----------------- |
| 2010 | Vanishing on 7th Street    | James Leary       |
| 2013 | Black Nativity             | Langston          |
| 2014 | Ride Along                 | Ramon             |
| 2014 | The Maze Runner            | Jeff              |
| 2016 | Bilal: A New Breed of Hero | Bilal (joven)     |
| 2016 | Collateral Beauty          | Raffi / Time      |
| 2017 | Sleight                    | Bashir “Bo” Wolfe |
| 2017 | Detroit                    | Fred Temple       |
| 2017 | Krystal                    | Bobby Bryant      |
| 2018 | Candy Jar                  | Bennett Russell   |
| 2019 | Gully                      | Calvin            |
| 2019 | Nuestro último verano      | Alec              |
| 2020 | Like a Boss                | Harry             |
| 2022 | Texas Chainsaw Massacre    | Dante Spivey      |
| 2023 | House Party                | Kevin             |

### Televisión
| Año  | Título                       | Papel         | Notas                                         |
| ---- | ---------------------------- | ------------- | --------------------------------------------- |
| 2009 | One Tree Hill                | Kid No. 1     | Episodio: "Now You Lift Your Eyes to the Sun" |
| 2011 | Tyler Perry's House of Payne | Dante         | Episodio: "Growing Paynes"                    |
| 2011 | So Random!                   | Él mismo      |                                               |
| 2011 | Reed Between the Lines       | Jacob         | Episodio: "Let's Talk About College Boys"     |
| 2012 | The Finder                   | Trey joven    | Episodio: "Life After Death"                  |
| 2014 | Survivor's Remorse           | Johnny Miller | Episodio: "How to Build a Brand"              |
| 2018 | The Chi                      | Emmett        | Protagonista                                  |